# Olavi Rokka
Olavi Rokka, född 9 augusti 1925 i Viborg, död 21 december 2011 i Hyvinge, var en finländsk femkampare.
Rokka blev olympisk bronsmedaljör i modern femkamp vid sommarspelen 1952 i Helsingfors.